# Olympische Sommerspiele 2024/Teilnehmer (Malta)
| Gelbes Symbol für Goldmedaillen mit stilisierten Olympischen Ringen | Graues Symbol für Silbermedaillen mit stilisierten Olympischen Ringen | Braundes Symbol für Bronzemedaillen mit stilisierten Olympischen Ringen |
| ------------------------------------------------------------------- | --------------------------------------------------------------------- | ----------------------------------------------------------------------- |
| —                                                                   | —                                                                     | —                                                                       |

Malta nahm an den Olympischen Spielen 2024 vom 26. Juli bis zum 11. August 2024 in Paris mit 5 Athleten (3 Männer, 2 Frauen) teil. Es war die insgesamt 18. Teilnahme an Olympischen Sommerspielen.

## Teilnehmer nach Sportarten

### Judo
Katryna Esposito erhielt eine Wildcard für den Wettbewerb im Superleichtgewicht der Frauen.
| Athleten         | Wettbewerb       | 1. Runde      | 1. Runde | 2. Runde | 2. Runde | Achtelfinale  | Achtelfinale  | Viertelfinale | Viertelfinale | Halbfinale / Trostrunde | Halbfinale / Trostrunde | Finale / Platz 3 | Finale / Platz 3 | Rang |
| Athleten         | Wettbewerb       | Gegner        | Ergebnis | Gegner   | Ergebnis | Gegner        | Ergebnis      | Gegner        | Ergebnis      | Gegner                  | Ergebnis                | Gegner           | Ergebnis         | Rang |
| ---------------- | ---------------- | ------------- | -------- | -------- | -------- | ------------- | ------------- | ------------- | ------------- | ----------------------- | ----------------------- | ---------------- | ---------------- | ---- |
| Frauen           |                  |               |          |          |          |               |               |               |               |                         |                         |                  |                  |      |
| Katryna Esposito | Klasse bis 48 kg | B. Baasanchüü | 0s1:10s2 | —        | —        | ausgeschieden | ausgeschieden | ausgeschieden | ausgeschieden | ausgeschieden           | ausgeschieden           | ausgeschieden    | ausgeschieden    | 17   |

### Leichtathletik
Laufen und Gehen
| Athleten     | Wettbewerb | Qualifikation | Qualifikation | Vorlauf       | Vorlauf       | Halbfinale    | Halbfinale    | Finale        | Finale        | Rang |
| Athleten     | Wettbewerb | Zeit          | Rang          | Zeit          | Rang          | Zeit          | Rang          | Zeit          | Rang          | Rang |
| ------------ | ---------- | ------------- | ------------- | ------------- | ------------- | ------------- | ------------- | ------------- | ------------- | ---- |
| Männer       |            |               |               |               |               |               |               |               |               |      |
| Beppe Grillo | 100 m      | 10,69 s       | 5             | ausgeschieden | ausgeschieden | ausgeschieden | ausgeschieden | ausgeschieden | ausgeschieden | 76   |

### Schießen
Für den Wettbewerb im Trap der Männer erhielt Malta eine Wildcard.
| Athleten          | Wettbewerb | Qualifikation   | Qualifikation | Finale          | Finale |
| Athleten          | Wettbewerb | Ringe/ Scheiben | Rang          | Ringe/ Scheiben | Rang   |
| ----------------- | ---------- | --------------- | ------------- | --------------- | ------ |
| Männer            |            |                 |               |                 |        |
| Gianluca Chetcuti | Trap       | 116             | 29            | ausgeschieden   | 29     |

### Schwimmen
| Athleten      | Wettbewerb      | Vorlauf      | Vorlauf | Halbfinale    | Halbfinale    | Finale        | Finale        | Rang |
| Athleten      | Wettbewerb      | Zeit         | Rang    | Zeit          | Rang          | Zeit          | Rang          | Rang |
| ------------- | --------------- | ------------ | ------- | ------------- | ------------- | ------------- | ------------- | ---- |
| Frauen        |                 |              |         |               |               |               |               |      |
| Sasha Gatt    | 1500 m Freistil | 17:00,54 min | 16      | —             | —             | ausgeschieden | ausgeschieden | 16   |
| Männer        |                 |              |         |               |               |               |               |      |
| Kyle Micallef | 50 m Freistil   | 22,89 s      | 41      | ausgeschieden | ausgeschieden | ausgeschieden | ausgeschieden | 41   |